# Premier ministre du Portugal
Le Premier ministre du Portugal (en portugais : Primeiro-ministro de Portugal) est le chef du gouvernement de la République portugaise depuis 1974 et la révolution des Œillets.
Le titulaire du poste est le libéral Luís Montenegro depuis le 2 avril 2024.

## Nomination
Le Premier ministre est nommé par le président de la République, après consultation des partis représentés à l'Assemblée de la République et observation des résultats électoraux. Traditionnellement, le chef de l'État désigne le chef du parti disposant du plus grand nombre de sièges.
En 1978, le président António Ramalho Eanes a nommé deux fois un chef du gouvernement ne bénéficiant de la confiance d'aucun parti, une expérience qui l'a contraint à dissoudre l'Assemblée et à renoncer à choisir lui-même le Premier ministre du pays. Après les élections de 2015, le président Aníbal Cavaco Silva a désigné le dirigeant du deuxième parti en nombre de sièges après que celui-ci a conclu des accords de soutien sans participation lui assurant l'appui d'une majorité de députés.

## Pouvoirs

### Propres
Le Premier ministre dirige la politique générale du gouvernement, dont il coordonne et oriente l'action des ministres, le fonctionnement du gouvernement ainsi que ses relations avec les autres institutions de l'État, et informe le président des questions concernant la conduite de la politique intérieure et extérieure du pays. Il signe les décrets et décrets-lois, dont la promulgation revient au chef de l'État.

### Relations institutionnelles
Il propose la nomination des membres du gouvernement au président de la République, devant lequel il est responsable, et siège de droit au Conseil d'État.
Également responsable devant l'Assemblée, il lui soumet, dans les dix jours suivant sa nomination, le programme de son gouvernement et peut lui poser la question de confiance.   Il peut saisir le Tribunal constitutionnel pour qu'il contrôle la conformité à la Constitution de toute loi organique avant sa promulgation, de toute autre norme, et peut contester devant lui la conformité d'une loi à une loi organique ou d'une loi régionale au statut d'une région autonome.

## Fin de mandat
Le mandat du Premier ministre prend fin en cas de démission, de décès ou graves problèmes de santé qui l'empêchent de remplir ses fonctions, de réunion d'une nouvelle législature, de rejet de son programme, d'une question de confiance, d'adoption d'une motion de censure ou de révocation du gouvernement par le président de la République, lorsque cela s'avère nécessaire au bon fonctionnement des institutions démocratiques.

## Titulaires
L'actuel titulaire du poste est, depuis le 2 avril 2024, le libéral Luís Montenegro. Le record de longévité est détenu par le libéral Aníbal Cavaco Silva (9 ans, 11 mois et 22 jours).